# Écoles nationales d'art
Les Écoles nationales d'art, (en espagnol : Escuelas Nacionales de Arte) sont, à Cuba, l'une des institutions éducatives les plus importantes du pays au point d'être nommées « monuments nationaux ».

## Historique
Production remarquable de la révolution cubaine, ces structures organiques en briques et en terre cuite à voûte catalane ont été construites sur le site d'un ancien country club dans la banlieue ouest de Cubanacán, dans la municipalité de Playa, à La Havane. Les écoles ont été conçues et fondées par Fidel Castro et Che Guevara en 1961, et elles reflètent l'optimisme utopique et l'exubérance révolutionnaire des premières années de la révolution cubaine. Au cours de leurs années d'utilisation active, les écoles ont servi de principal incubateur pour les artistes, musiciens, acteurs et danseurs nationaux.
En 1965, cependant, les écoles d'art et leurs architectes (Vittorio Garatti, Ricardo Porro et Roberto Gottardi) sont tombés en disgrâce lorsque les formes fonctionnalistes d'inspiration soviétique sont devenues la norme à Cuba. Jugées incompatibles avec la doctrine cubaine du moment, ce complexe de bâtiments a été grandement démantelé et laissé à l'abandon.
L'héritage des écoles a finalement été mis en lumière par des revues d'architecture régionales et internationales dans les années 1980, piquant la curiosité des observateurs à la fois à l'échelle internationale et à Cuba dans les années 1990. Cet intérêt croissant a atteint son apogée en 1999 avec la publication du livre Revolution of Forms - Cuba's Forgotten Art Schools par John Loomis, un architecte et professeur de Californie. Attirant encore plus d'attention internationale, en 2000, elles ont été nommées pour intégrer la liste de surveillance du Fonds mondial pour les monuments. En novembre 2010, les écoles nationales d'art ont été officiellement reconnues comme monuments nationaux par le gouvernement cubain et elles sont actuellement envisagées pour être inscrites sur la liste du patrimoine mondial.

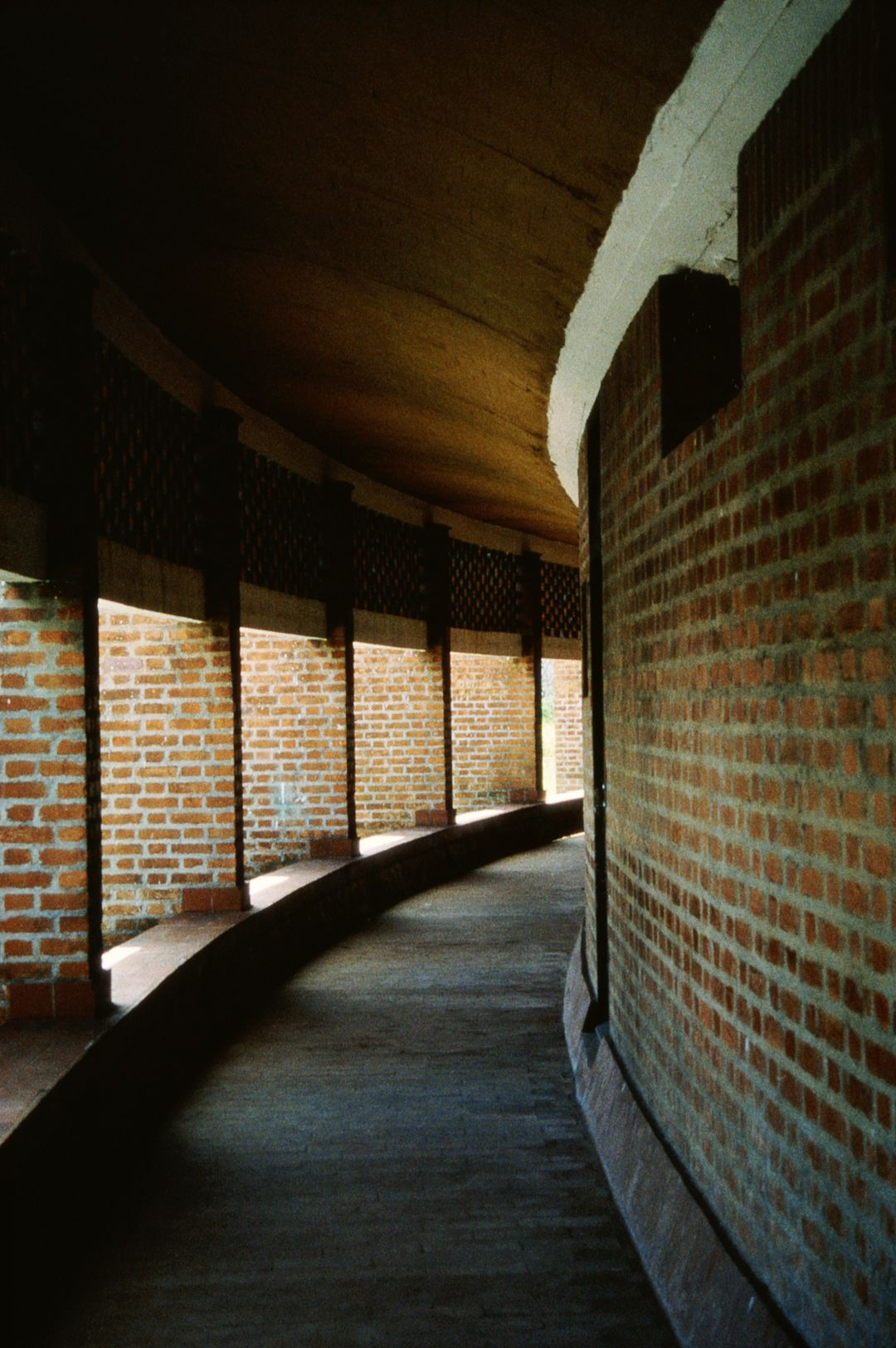
L'école de musique de Vittorio Garatti.
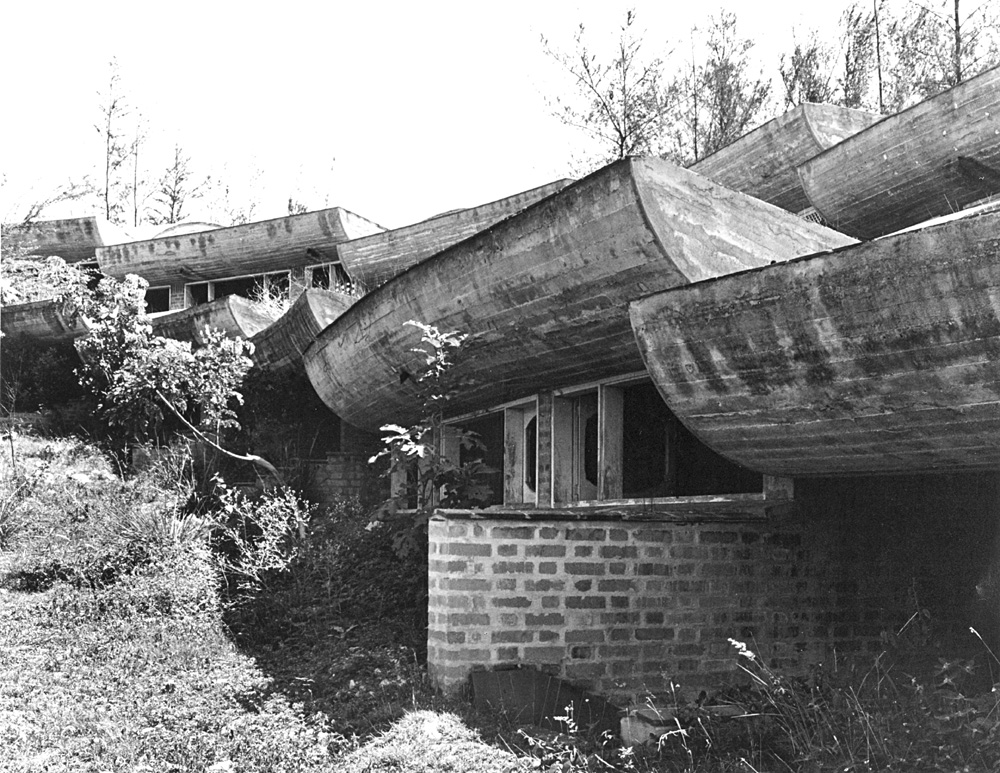
Détail de l'école de musique de Vittorio Garatti.
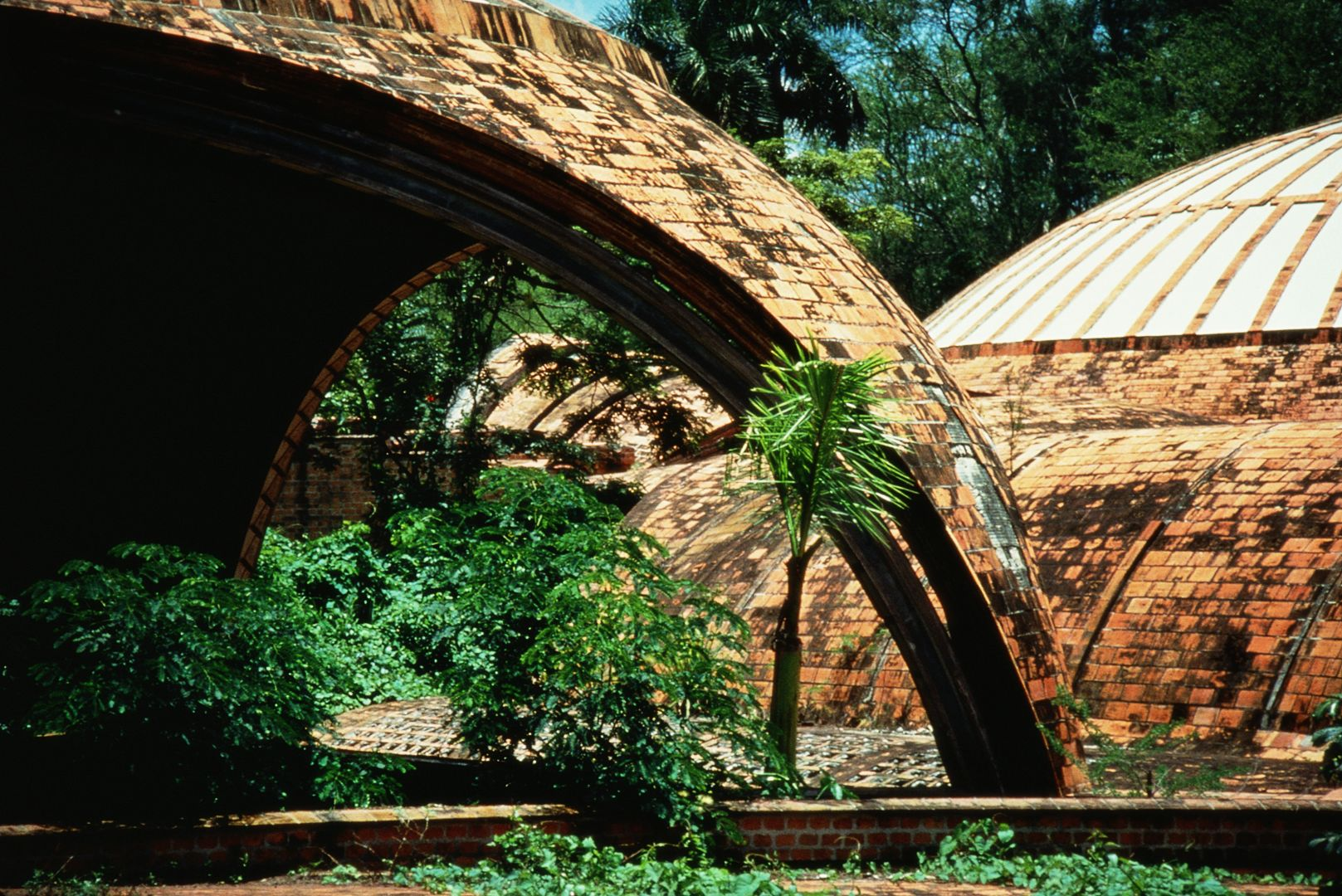
L'école de ballet de Vittorio Garatti.
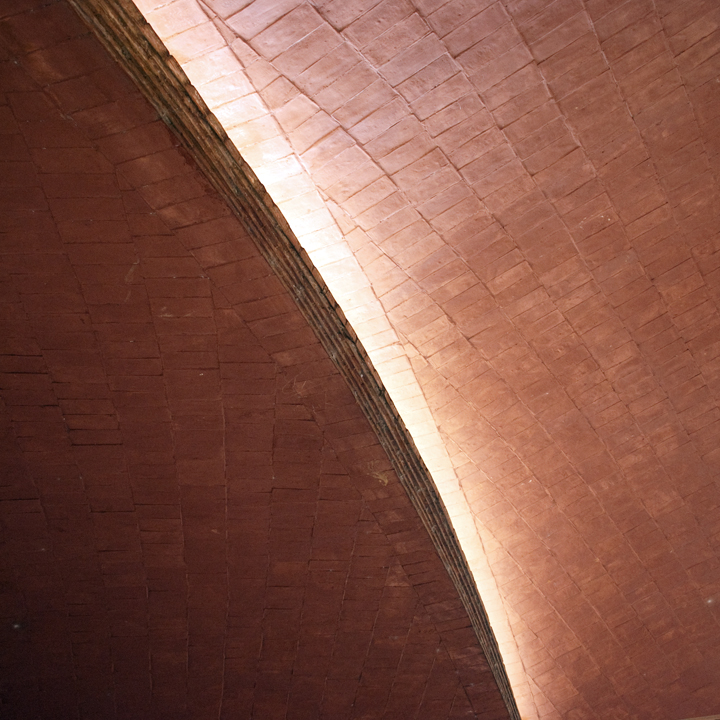
Détail d'une voûte catalane de l'école de ballet.
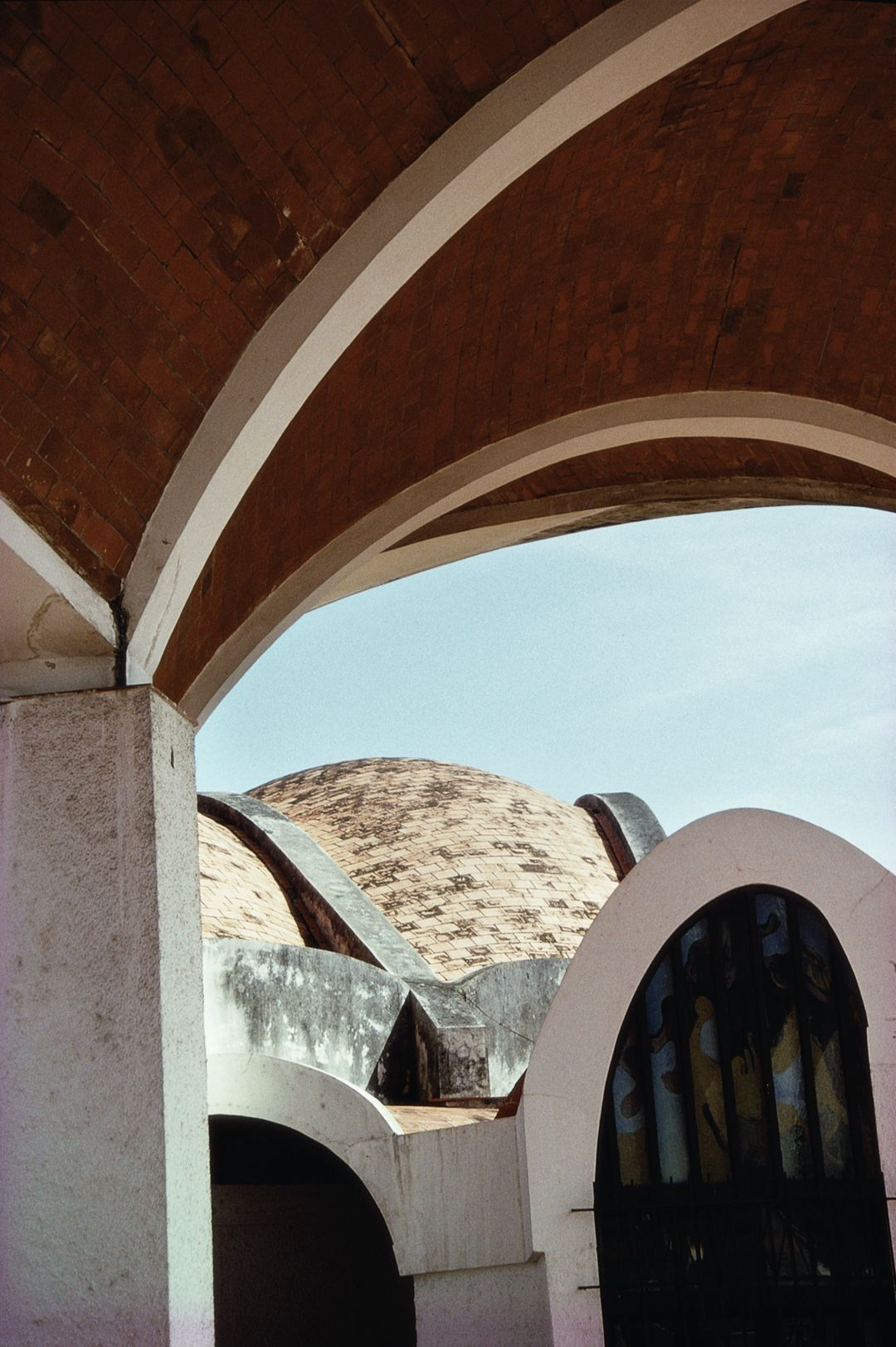
L'école de danse moderne de Ricardo Porro.
L'école de danse moderne de Ricardo Porro.
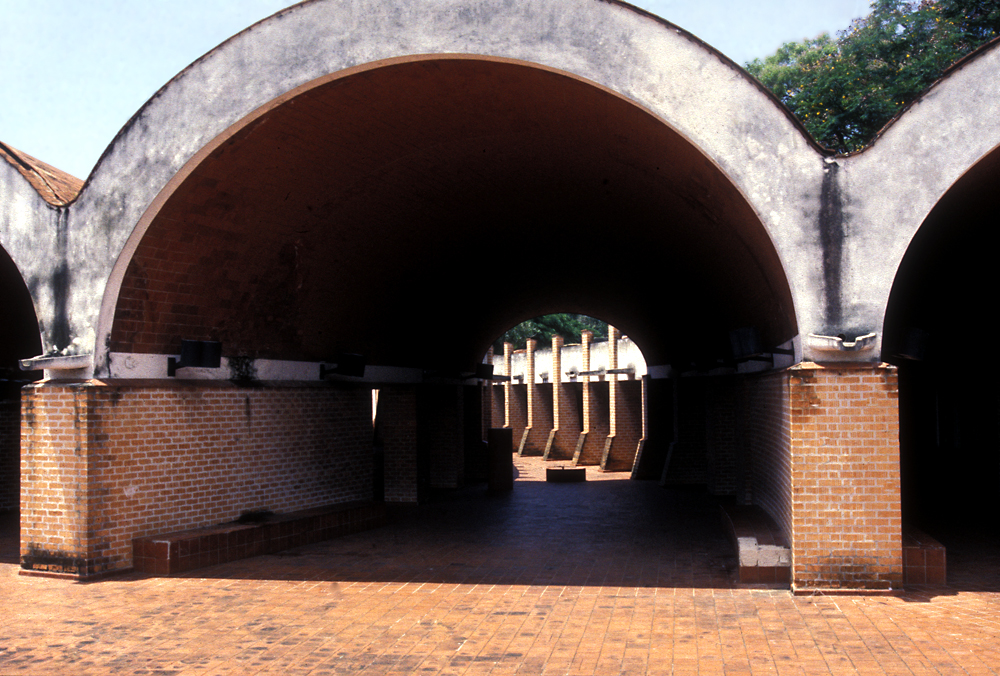
L'école d'arts plastiques de Ricardo Porro.
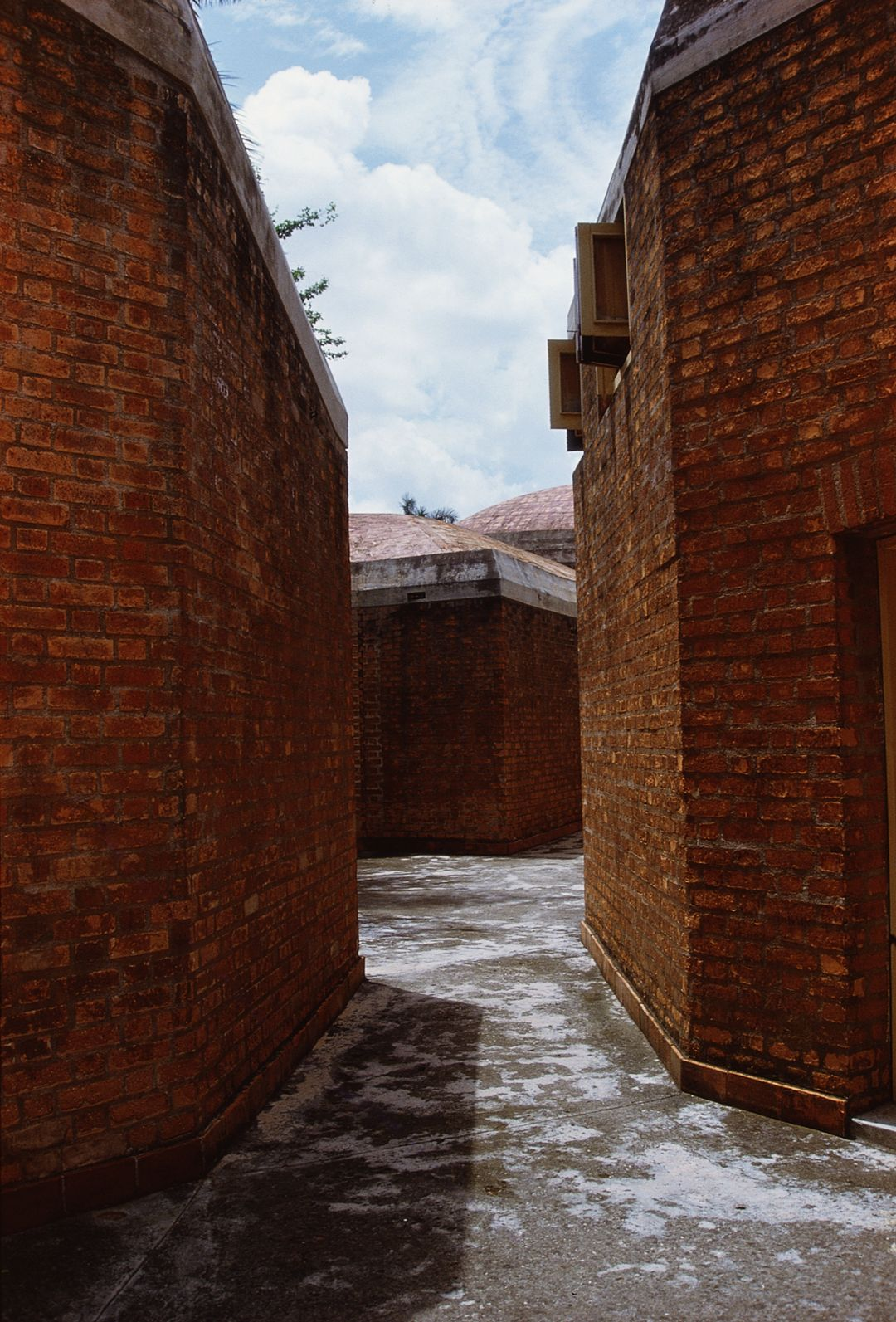
L'école d'arts dramatiques de Roberto Gottardi.
- Vidéo du Fonds mondial pour les monuments sur les Écoles nationales d'art (en anglais).